# Anastassija Eduardowna Baburowa

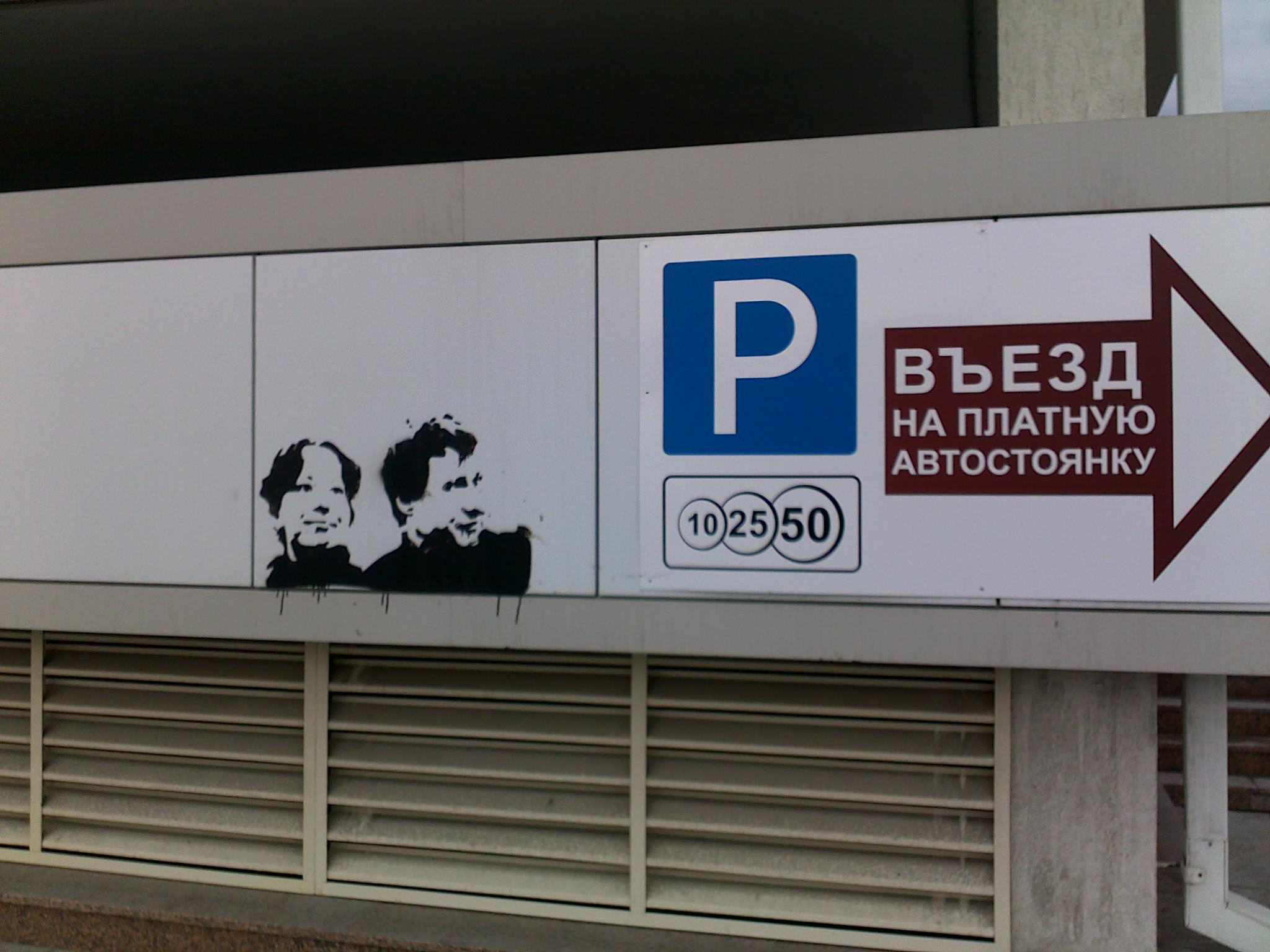
Graffiti auf einem Parkplatz der Staatlichen Regionalbibliothek Tjumen, gewidmet Markelow und Baburowa. Tjumen, Russland.

Anastassija Eduardowna Baburowa (kyrillisch-russisch Анастасия Эдуардовна Бабурова, ukrainisch Анастасія Едуардівна Бабурова Anastassija Eduardiwna Baburowa; * 30. November 1983 in Sewastopol; † 19. Januar 2009 in Moskau) war eine russisch-ukrainische Journalistin und politische Aktivistin.

## Leben
Anastassija Baburowa wuchs als Einzelkind bei ihren an der Sewastopoler Nationalen Technischen Universität (SevNTU) lehrenden Eltern Eduard Fjodorowitsch Baburow und Larissa Iwanowna Baburowa geb. Glotowa auf. Sie besuchte in Sewastopol die traditionsreiche Schule Nr. 3 und eine Jugendsportschule. Sie spielte Gitarre, war erfolgreiche Schachspielerin und Kampfsportlerin und vielseitig interessiert, u. a. in Sprachen, Ökonomie und Poesie. Neben ihren Muttersprachen Russisch und Ukrainisch sprach sie fließend Englisch und Französisch.
Nach ausgezeichnetem Schulabschluss begann sie im Jahr 2000 eine Ausbildung an der Management-Fakultät der „Schwarzmeerfiliale“ der Lomonossow-Universität in Sewastopol. Zusammen mit ihrer Mutter wurde sie im Jahr 2000 russische Staatsbürgerin und zog 2001 nach Moskau, wo sie nach ihrer Zulassungsprüfung eine Ausbildung über internationales Recht am Moskauer Staatlichen Institut für Internationale Beziehungen begann. 2003 heiratete sie einen Journalistik-Studenten, den sie im Jahr 2000 bei ihrem Studium in Sewastopol kennengelernt hatte. 2004 wechselte sie an die Lomonossow-Universität, wo sie im fünfjährigen Abendkurs an der Journalistik-Fakultät immatrikuliert war. Neben ihrem Studium arbeitete sie als freie Journalistin, zunächst für die Wetschernjaja Moskwa, dann für die Rossijskaja gaseta und Iswestija. Im Sommer 2007 wurde ihre Ehe geschieden.
Ab Oktober 2008 recherchierte sie vor allem als freie Korrespondentin für die regierungskritische Zeitung Nowaja gaseta über russische Neonazi-Gruppen und deren Hintermänner. Politisch war sie in der Menschenrechts- und Antifaarbeit engagiert und gehörte der anarchistischen Organisation Awtonomnoje Deistwije an.

## Attentat
Am 19. Januar 2009 wurde Anastassija Baburowa zusammen mit dem Menschenrechtsanwalt Stanislaw Markelow in Moskau auf offener Straße erschossen. Während Markelow sofort tot war, wurde sie durch einen Kopfschuss schwer verletzt und starb wenige Stunden später in einem Krankenhaus.
Das Attentat fand auf einer belebten Straße statt, im Zentrum der russischen Hauptstadt. Laut Medienberichten hatte es der Mörder auf Markelow, den die junge Journalistin zu dem Fall Juri Budanow interviewen wollte, abgesehen. Die Zeitung Nowaja gaseta schrieb in einem Nachruf, dass die beiden Ermordeten seit Jahren Freunde gewesen waren, weil sie die gleiche Sicht auf die Zustände hatten. Baburowa ist die vierte Mitarbeiterin der Nowaja gaseta, die seit dem Jahr 2000 gewaltsam umgekommen ist. Das bekannteste Redaktionsmitglied war Anna Politkowskaja, die 2006 ermordet wurde.
In Moskau gingen nach dem Attentat 300 überwiegend jugendliche Anarchisten auf die Straße und protestierten mit Rufen wie: „Faschisten morden – der Staat deckt sie“. Am 22. Januar verwahrte sich das russische Außen- und Innenministerium in einer ersten Stellungnahme dagegen, den Doppelmord „ungerechtfertigt zu politisieren“. Zumindest Frau Baburowa sei zufällig umgekommen.
Ende April 2011 wurde ein politisch rechtsextrem orientiertes Paar, das Anfang November 2009 festgenommen worden war, von einem Geschworenengericht des Mordes schuldig gesprochen. Der Hauptangeklagte wurde zu lebenslanger Haft, seine mitangeklagte Lebensgefährtin zu 18 Jahren Haft verurteilt.

## Internationale Reaktionen
In Österreich wurde das Attentat mit dem Mord an dem Tschetschenen Umar Israilow in Wien in Verbindung gebracht.
Der deutsche Außenminister Frank-Walter Steinmeier forderte von den russischen Behörden eine rasche Aufklärung des Doppelmordes. Steinmeier verurteilte die „feige Tat“ im Namen der Bundesregierung „auf das Schärfste“. Auch die EU drängte auf Aufklärung. José Manuel Barroso erklärte am 21. Januar, die Europäische Kommission sei „schockiert“.
Der Chefredakteur der Nowaja gaseta, Dmitri Muratow, kritisierte bei einem Besuch in Berlin, dass die russische Regierung schweige. Die Organisation „Reporter ohne Grenzen“ sprach mit Blick auf die zahlreichen ungeklärten Morde an Journalisten und Menschenrechtlern von einem „Klima der Straflosigkeit“ in Russland.

## Schriften
- За очевидностью победы (Memento vom 25. Januar 2009 im Internet Archive), Nowaja gaseta, 22. Dezember 2008.
- Побочное следствие (Memento vom 25. Januar 2009 im Internet Archive), Nowaja gaseta, 18. Januar 2009.
- Последнее интервью (Memento vom 25. Januar 2009 im Internet Archive), Nowaja gaseta, 21. Januar 2009.

## Film
- Любите меня, пожалуйста (deutsch: Liebt mich, bitte), Russland 2010. Regie: Waleri Wasgenowitsch Balajan.